# Siedlce Zachodnie
Siedlce Zachodnie – przystanek kolejowy w Siedlcach w dzielnicy Piaski Zamiejskie, w województwie mazowieckim, w Polsce. Znajduje się na ul. Ignacego Daszyńskiego, jeden z trzech przystanków w Siedlcach. 

## Ruch pasażerski
| Rok  | Wymiana pasażerska na dobę | Miejsce w Polsce |
| ---- | -------------------------- | ---------------- |
| 2017 | 200-299                    |                  |
| 2018 | 300-499                    |                  |
| 2019 | 300-499                    |                  |
| 2020 | 200-299                    |                  |
| 2021 | 300-499                    |                  |
| 2022 | 300-499                    | 566              |
| 2023 | 500-699                    | 504              |

Obecny przystanek osobowy Siedlce Zachodnie powstał podczas modernizacji magistrali E20 na odcinku Mrozy – Siedlce w 2004 roku.

### Koleje Mazowieckie

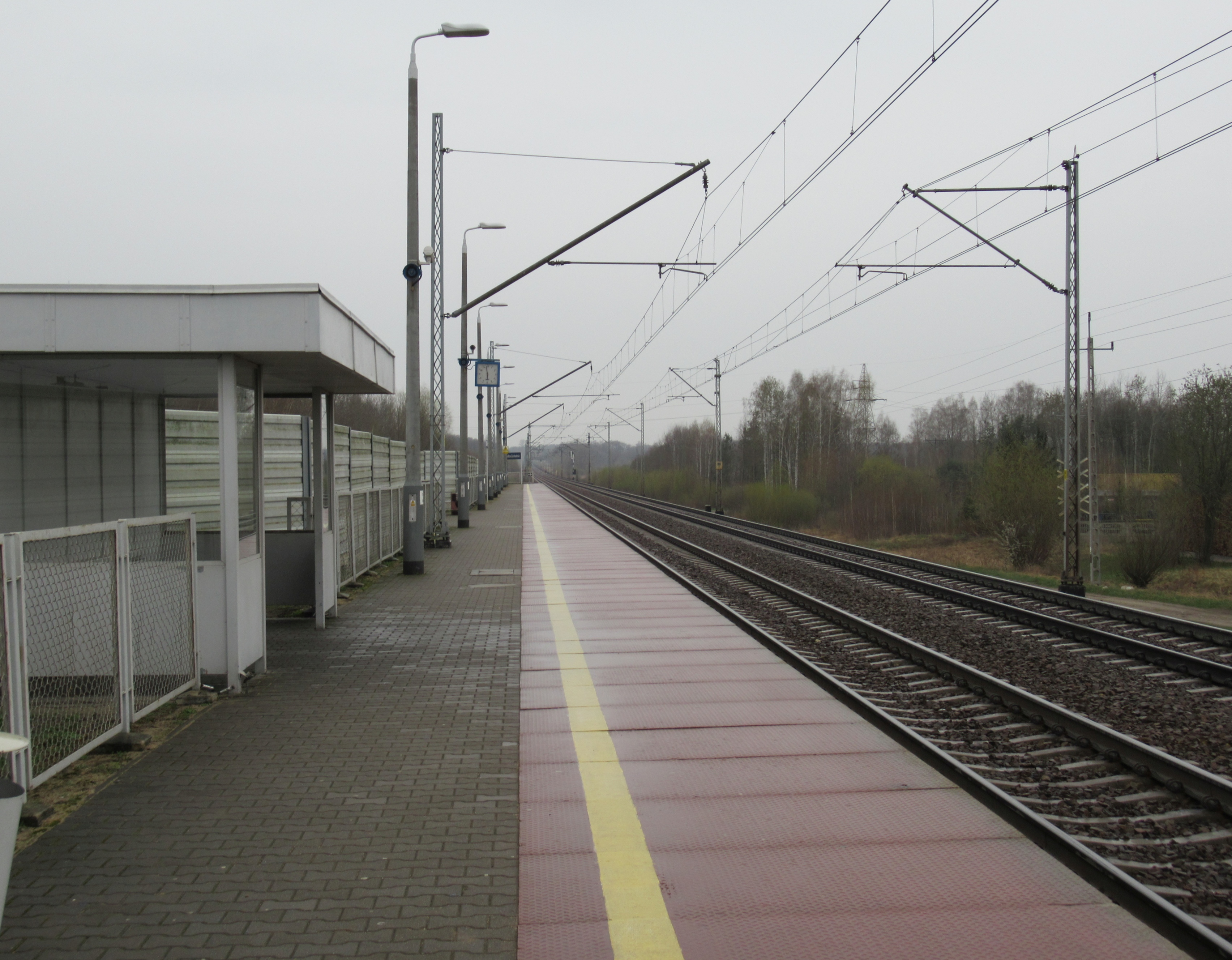
Peron przystanku

## Połączenia bezpośrednie

### Koleje Mazowieckie[2]
- Czeremcha
- Łowicz Główny
- Łuków
- Siedlce
- Mińsk Mazowiecki
- Sochaczew
- Warszawa Służewiec
- Warszawa Zachodnia